# Åke Parmerud
Åke Parmerud (24 juillet 1953, Lidköping, Suède) est un compositeur de musique électroacoustique résidant à Göteborg, Suède.

## Eléments biographiques
Né en 1953, il opte, après une formation de photographe entre 1972 et 1974, pour  des études musicales à l’université puis au conservatoire de Göteborg.
À partir de la fin des années 1980 et pendant une dizaine d'années, il a donné des concerts avec le compositeur Anders Blomqvist. Ses œuvres électroacoustiques et instrumentales lui ont valu plusieurs prix internationaux et trois suédois. Dès 1978, il se voit attribuer le premier prix du Festival international de musique électroacoustique de Bourges, en France. Il a représenté la radio nationale suédoise au Prix Italia à deux reprises. Il a reçu aussi le Qwartz Pierre Schaeffer en avril 2009 à Paris à l'occasion de la Cérémonie de Remise des Prix de la cinquième édition des Qwartz, et le prix Ton Brunyel en 2010, pour son œuvre Crystal Counterpoint. Il a remporté deux fois le prix suédois Grammis de l’Album de musique classique de l’année,,.

## Discographie
- 2003Jeu d'ombres[4] (empreintes DIGITALes, IMED 0367, 2003)
- Grains of Voices (Caprice, CAP 21579, 1996)
- Osynlig Musik / Invisible Music / Musique invisible (Phono Suecia, PSCD 72, 1994)
- Maze; Yàn (Caprice, CAP 1320, 1987)
- Yttringar (Ton Art, TONART 17, 1984)

## Liste d'œuvres
- Alias (1990)
- Bows, Arcs and The Arrow of Time (2004), orchestre à cordes, ordinateur et vidéo
- Coda (1984)
- Crystal Counterpoint (2009)
- Cut 1, 2, 3 Progress (1996)
- Dreaming in Darkness (2005), bande 6 pistes
- Efterbild (1997-98), orchestre et ordinateur
- Electric Birds (2014)
- L'espace qui vous regarde (2001), installation audiovisuelle
- Éxor (1986), piano
- The Fire Inside (2000), installation audiovisuelle
- Floden av Glas (The River of Glass) (1978-81), musique de scène
- Les flûtes en feu (1999)
- Genom landskap av glas (1976)
- Grains of Voices (1994-95)
- Grooves (2011)
- Growl! (2014-15)
- The Heart of Silence (1997-98), multimédia (chur, bande électroacoustique, photographie et danse)
- Inori (1987), clavecin et synthétiseur
- Inside Looking Out (1992), ensemble instrumental, ordinateur et bande
- Intermediate I (1994)
- Intermediate II (1994)
- Intermediate III (1994)
- Intermediate IV (1994)
- Isola (1985-86), orchestre de chambre et bande
- Jeux imaginaires (1993)
- Krén (1983)
- Lost Angel (2004), installation audiovisuelle interactive et chorégraphie
- Mandala (1983)
- Maze (1985-86)
- Mirage (1995-96), orchestre de chambre et bande
- Närheter (från igår och natten) (1978), poésie sonore
- Necropolis — City of the Dead (2011)
- Les objets obscurs (1991)
- Out of Sight (1981)
- Phoenix I (1997)
- Prolog (1981)
- Proximities (1978)
- Reed my Lips (1990), quintette à vent et bande
- Remain (1980), orchestre et bande
- Renaissance (1994)
- Repulse (1986)
- Retur (1992-93), quatuor de saxophone et bande
- ReVoiced (2009)
- Rit (1981)
- Ritual Melodies (1990)
- Strata: mémoires d'un amoureux (2001), musique pour la chorégraphie de Pierre-Paul Savoie
- Stringquartett (1988)
- Strings & Shadows (1993), harpe et bande
- SubString Bridge (1999), guitare et système interactif
- Tangent (1989)
- Tide In (2001), deux chanteurs et système de détection de mouvement
- Time's Imaginary Eye (1979), soprano et bande (avec images)
- Transmissions II (2015), vidéo et bande
- La vie mécanique (2004)
- Yàn (1985), ensemble de percussions et bande
- Yttringar (1983), soprano, violoncelle, trombone, piano, 3 percussions et bande
- Zeit aus Zeit (The Stockhausen Variations) (2001-02), piano, percussions et traitements